# Mischocyttarus occultus
Mischocyttarus occultus är en getingart som beskrevs av Cooper 1996. Mischocyttarus occultus ingår i släktet Mischocyttarus och familjen getingar. Inga underarter finns listade i Catalogue of Life.